# Tricolor (vexilologia)
Chama-se tricolor a um tipo de bandeira de três bandas. Originou-se no século XVI como um símbolo do republicanismo, liberdade ou revolução. 
É considerada tricolor qualquer bandeira mais ou menos igualmente dividida (horizontal, vertical e por vezes diagonalmente) em três partes de cor diferente. O termo tricolor pode ser um tanto inexato, pois bandeiras tricolores podem apresentar mais do que três cores devido a emblemas ou fimbriadões. As bandeiras da Áustria e da Nigéria, apesar de dividas em 3 bandas, não são consideradas nessa categoria pois são bicolores.

## História
A primeira associação do tricolor com o republicanismo é o desenho laranja-branco-azul da Bandeira do Príncipe (Prinsenvlag, antecessora das bandeiras dos Países Baixos e Luxemburgo), usado desde 1579 por Guilherme I de Orange-Nassau na Guerra dos Oitenta Anos, que estabeleceu a independência da República Holandesa do Império Espanhol. 

### Século XVIII
Embora não seja a primeira bandeira tricolor, uma das mais famosas, conhecida como Le Tricolore, é a bandeira azul, branca e vermelha (onde também se chama Le Bleu-Blanc-Rouge) adotada na Revolução Francesa. 
Com a formação das repúblicas fantoche da França após 1795, o tricolor revolucionário foi exportado e adotado mais amplamente na Europa, pela República de Alba de 1796 (vermelho-azul-amarelo), a República Cisalpina de 1797 (República Transpadana, verde-branco-vermelho), a República Cisreniana de 1797 (verde-branco-vermelho), a República Anconitana de 1797 (azul-amarelo-vermelho), a República Romana de 1798 (preto-branco-vermelho), a República Helvética de 1798 (verde-amarelo-vermelho; cantão de Neuchâtel 1848), a República Napolitana de 1799 (azul-amarelo-vermelho), o Principado de Luca e Piombino de 1805 (azul-branco-vermelho). Assim,  a bandeira francesa forneceu uma inspiração para a maioria das bandeiras nacionais da Europa moderna, começando com a bandeira da Itália, e indo para a bandeira da Alemanha, bandeira da Irlanda, bandeira da Romênia, bandeira da Bulgária, bandeira da Moldávia, e outras ao redor do mundo, tais como a bandeira dos Camarões, bandeira do Chade, bandeira da costa do Marfim, bandeira do Gabão, bandeira da Guiné, e a bandeira do Mali. 

### Século XIX
O tricolor verde-branco-vermelho permaneceu um símbolo do republicanismo ao longo do século XIX e foi adotado como bandeira nacional por um número de estados após as Revoluções de 1848. Ele também foi adotado pelo Reino da Sardenha (e herdado pelo Reino da Itália de 1861 ). 
A bandeira da Alemanha (preto-vermelho-ouro) originou-se como a bandeira do Freikorps revolucionário e anti-monarquista da década de 1830 e mais tarde foi adotada pela burguesia republicana, na época conhecida como Dreifarb, um calque alemão de Tricolore. Esta bandeira era um símbolo de oposição contra os Kleinstaaterei alemães e o desejo pela Unificação alemã. Foi inicialmente ilegal na Confederação Alemã, mas adotada como bandeira nacional no Parlamento de Frankfurt de 1848/9. A bandeira da Bélgica foi introduzida em um contexto semelhante, em 1831, suas cores retiradas da bandeira usada durante a Revolução de Brabante de 1789. A primeira bandeira nacional do Novo Mundo inspirada por este simbolismo foi a bandeira do México, adotada quando o Primeiro Império Mexicano ganhou a independência da Espanha em 1821.
Na América do Sul, a Colômbia, o Equador e a Venezuela, que surgiram com a dissolução da Grã-Colômbia, mantiveram bandeiras tricolores inspiradas na do Estado extinto.
Depois de 1848, os jovens estados republicanos continuaram a escolher desenhos tricolores, mas agora expressando mais predominantemente o sentimento de nacionalismo ou identidade étnica do que o antimonarquismo, como é o caso da bandeira da Hungria (1848), a bandeira da Romênia (1848), a Bandeira de Irlanda (1848), a bandeira da Estônia (década de 1880), a bandeira da Lituânia (1905) e a bandeira da Armênia (1918). Em contrapartida, a bandeira da Rússia foi adotada pelo tzarismo da Rússia no final do século XVII e, embora possa ou não ter sido inspirada pela tricolor holandesa, nunca teve implicações republicanas.

### Século XX
A ideologia política da unificação de um Estado-nação étnico associado a bandeiras tricolores desde o século XIX resultou no desenho de novos "tricolores" expressando nacionalismos específicos no século XX, as cores pan-africanas adotadas na década de 1920 pelo pan-africanismo, representado em numerosas bandeiras africanas durante a descolonização (verde-amarelo-vermelho, padrão retirado do desenho tribal usado pela dinastia salomônica do Império Etíope desde 1897). As cores pan-árabes adotadas no nacionalismo árabe de 1916 possuem um conceito similar, embora combinem quatro cores, não três. Também no século XX, as cores pan-iranianas para o nacionalismo iraniano e as cores pan-eslavas para o nacionalismo eslavo foram adotadas com base no desenho tribal das bandeiras usadas durante o século XIX pela dinastia Qajar e pelo Império Russo, respectivamente. 
O movimento de independência da Índia em 1931 também adotou um tricolor (conhecido em hindi como Tरंगा, Tiraṅgā) no simbolismo tradicional de "unificação nacional" e "autogoverno" republicano (Purna Swaraj), que foi adotado como bandeira da Índia em 1947. 
Em 1999, um tricolor vermelho, verde e azul foi proposto como a Bandeira de Marte. O design simboliza a liberdade, e também a terraformação de Marte pela humanidade, de um planeta vermelho para um verde e, eventualmente, um azul semelhante à Terra.

## Tricolores horizontais

Bandeira da Alemanha
Bandeira da Armênia
Bandeira da Bolívia
Bandeira da Bulgária
Bandeira da Colômbia
Bandeira da Estônia
Bandeira do Gabão
Bandeira da Gâmbia (fimbriada)
Bandeira da Hungria
Bandeira da Lituânia
Bandeira do Luxemburgo
Bandeira da Rússia
Bandeira da Sérvia (sem brasão)
Bandeira da Serra Leoa
Bandeira dos Países Baixos

## Tricolores horizontais carregadas

Bandeira do Azerbaijão
Bandeira da Croácia
Bandeira do Equador
Bandeira do Egito
Bandeira da Eslováquia
Bandeira da Eslovénia
Bandeira da Etiópia
Bandeira do Gana
Bandeira da Índia
Bandeira do Irã
Bandeira do Quênia
Bandeira do Lesoto
Bandeira da Líbia
Bandeira do Malawi
Bandeira do Níger
Bandeira do Paraguai
Parte de Trás da Bandeira do Paraguai
Bandeira de Ruanda
Bandeira da Sérvia
Bandeira da Síria
Bandeira do Tadjiquistão
Bandeira do Uzbequistão
Bandeira da Venezuela

## Tricolores verticais

Bandeira da Bélgica
Bandeira do Chade
Bandeira da Costa do Marfim
Bandeira da França
Bandeira da Guiné
Bandeira da Irlanda
Bandeira da Itália
Bandeira do Mali
Bandeira da Romênia

## Tricolores verticais carregadas

Bandeira do Afeganistão
Bandeira de Andorra
Bandeira dos Camarões
Bandeira da Madeira
Bandeira do México
Bandeira da Moldávia
Bandeira de São Vicente e Granadinas
Bandeira do Senegal

## Tricolores diagonais

Bandeira do Congo
Bandeira de Sealand
Bandeira da Tanzânia (fimbriada)

## Tricolores diagonais carregadas

Bandeira da Namíbia (fimbriada)
Bandeira do Estado do Rio Grande do Sul